# مورسکو
مورسکو (به ایتالیایی: Moresco) یک کومونه در ایتالیا است که در استان فرمو واقع شده‌است.

## خصوصیات
مورسکو ۶٫۳ کیلومترمربع مساحت و ۶۰۶ نفر جمعیت دارد و ۴۰۵ متر بالاتر از سطح دریا واقع شده‌است.

## خواهرخوانده
شهر Pioppa خواهرخواندهٔ مورسکو هست.